# Escándalo de estrellas
Escándalo de estrellas es una película de comedia musical mexicana de 1944, escrita y dirigida por Ismael Rodríguez y protagonizada por Pedro Infante, Blanquita Amaro y Carolina Barret.

## Argumento
Ricardo quiere convertirse en actor en contra de los deseos de su padre, quien prefiere verlo como abogado. Ricardo consigue un papel en una película, la cual es saboteada y por lo que se le acusa injustamente. Elige defenderse en el juicio y finalmente descubre al verdadero culpable. Su padre termina admitiendo que su hijo es tan bueno como actor como abogado. 

## Reparto
- Pedro Infante como Ricardo del Valle y Rosales.
- Blanquita Amaro como Elena Silveira.
- Florencio Castelló como Manolete, director.
- Jorge «Che» Reyes como Alberto, escritor.
- Alfonso Ruiz Gómez como Emilio Granados.
- Eduardo Casado como Ricardo del Valle y Caravallo.
- Carolina Barret como Lola Gutiérrez, secretaria,
- Fanny Schiller como Paloma.
- Roberto Corell como Juez.
- José Peña como Fiscal (como Pepe Peña).
- Arturo Manrique como Sánchez Bello (como Panseco).
- Sergio Orta como Joselito.
- Edmundo Espino como Jefe de policía (no acreditado).
- Chel López como Técnico (no acreditado).
- Enriqueta Reza como Vecina de al lado, actriz (no acreditada).
- María Valdealde como Amiga criticona de Manolete (no acreditada).